# Хрещення Новгородщини

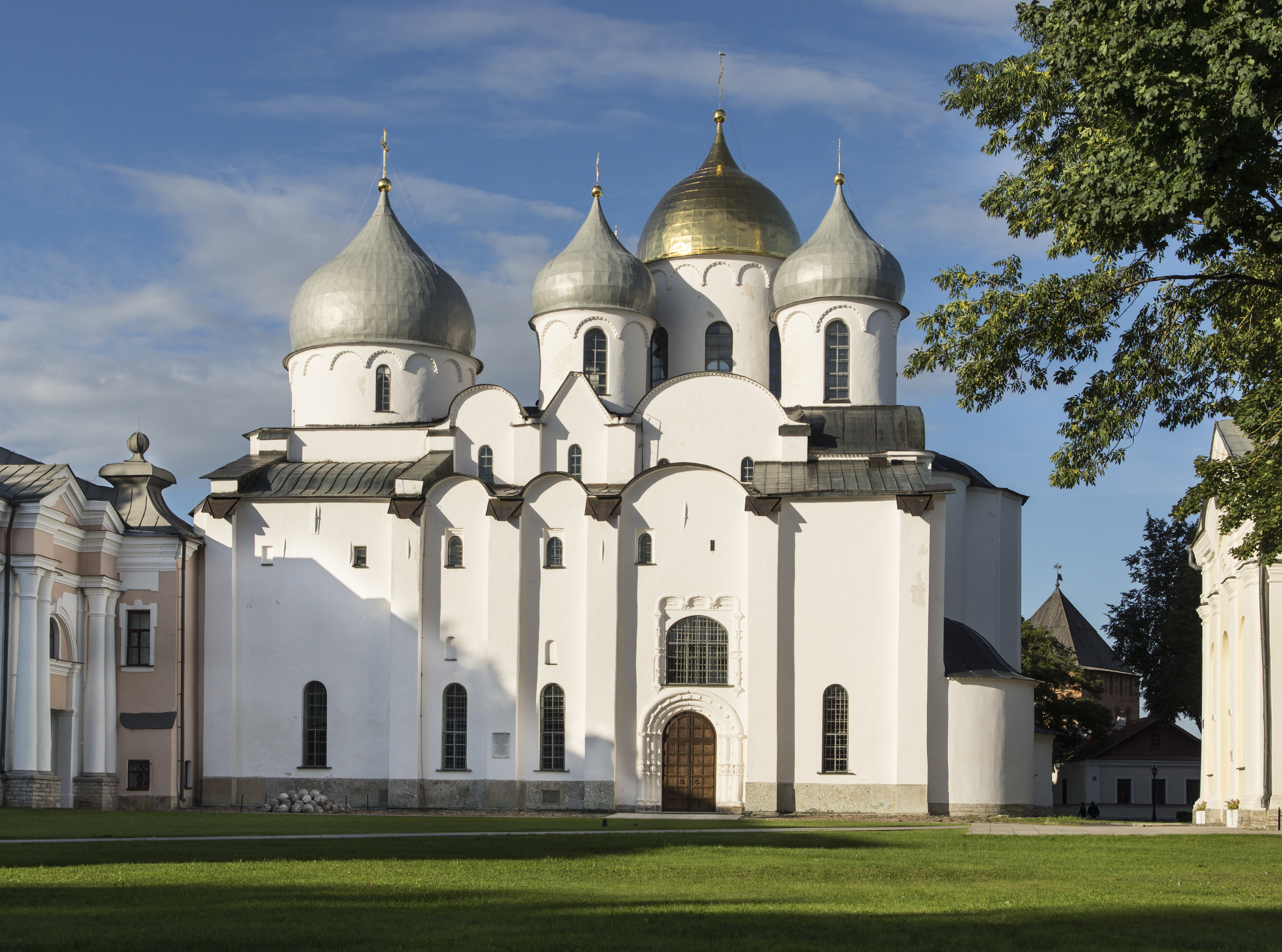
Софійський собор Новгорода. XI століття

Хрещення Новгородщини — введення на Новгородщині християнства візантійського обряду як державної релігії, здійснене князем Володимиром І Святославичем в 990-991 роках.

## Передісторія

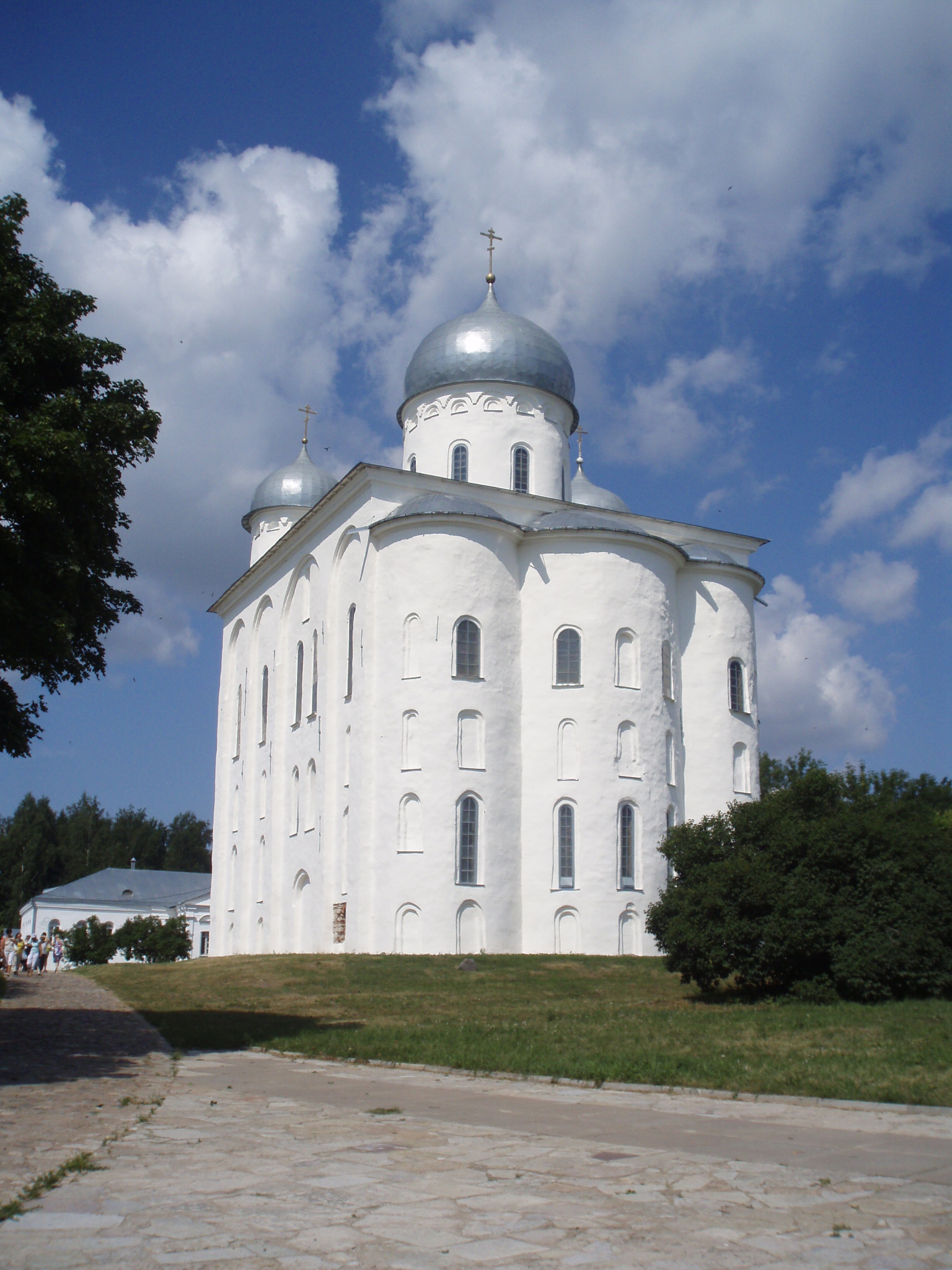
Георгіївський собор Свято-Юр'єва монастиря Великого Новгорода. XII століття

Передісторією хрещення Новгорода стало рішення київського князя Володимира Святославича перейти з язичництва в християнство після кількох невдало здійснених язичницьких «реформ», проведених з метою об'єднання союзних племен Давньоруської держави. Першим хрещення прийняли сам князь та його дружина, потім було знищено язичницькі святилища та капища та організовано масове хрещення киян. Нова релігія була добре знайома киянам і багато хто з них уже був християнами, тому все пройшло досить спокійно. Але Володимир хотів поширити християнство на всю Русь.
Наприкінці X століття Новгород був одним з найважливіших міст Русі, головним політичним, ремісничим та торговим центром півночі Русі. Новгородська земля була великий край, багатий хутром, лісом, рибою, покладами залізняку. Її населення виплачувало данини та постачало великим руським князям воїнів для походів.
З Іоакимівського літопису випливає, що звернення новгородців у християнство пройшло три етапи: 1) спочатку було хрещено кілька сотень чоловік на Торговій стороні Новгорода; 2) після переправи Добрині на лівий берег Волхова пройшло друге хрещення новгородців; 3) і, нарешті, хрестили тих, хто намагався обдурити місіонерів — «повідах про себе хрещеними були», а самі хрещення уникли.

## Підготовка
Відповідальне завдання хрещення новгородських земель Володимир Святославич доручив своєму найближчому раднику, дядькові, а також досвідченому воєводі Добрині.
Князь Володимир надавав хрещенню населення Новгорода особливого значення. Він добре уявляв собі труднощі, з якими доведеться зіткнутися місіонерам на півночі, заздалегідь передбачав, що без збройного зіткнення там справа не обійдеться і словенського війська Добрині буде недостатньо, щоб зламати опір новгородців. Тому він посилив словен Добрині особливим загоном Путяти, хоча якраз у цей час великий князь особливо гостро потребував воїнів для захисту південного прикордоння від печенігів.
Похід Добрині північ мав величезне стратегічне значення. У разі успіху під великокнязівський контроль потрапляли як «північні ворота» Русі, а й вся найважливіша магістраль: Київ — Новгород — Ладога, що забезпечувало нормальне функціонування шляху «з варяг у греки». У Східній Європі було створено своєрідний поперечний бар'єр, який відокремив язичників Західної Русі від язичників східних районів країни. Цей бар'єр міг стати дієвим лише за умови, що Добриня оберне в християнство та населення, що жило в містах, фортецях і цвинтарях, розташованих уздовж шляху Київ — Новгород, зміцнить гарнізони опорних пунктів своїми людьми (ймовірно, одним із них був новгородський посадник Воробій Стоянович, який, як оповідає Іоакимівський літопис, був вихований при дворі князя Володимира Святославича).

## Мале хрещення 990 року
Датувати мале хрещення цього року дозволяють дослідження більшості істориків та археологів, які також підтверджуються даними Никонівського літопису та археологічними розкопками. Сліди згарищ знайдені археологами на Неревському кінці (біля перехресть вулиць Холопської та Козмодем'янської з Великою вулицею) та на Людиному кінці в протилежному боці. Повідомляючи про хрещення новгородців, літописець далі, під тим самим роком, зауважує: «Того ж літа множення усіляких плодів було…». Справді, як показують дендрохронологічні дослідження Б. А. Колчина та Н. Б. Чорних у книзі «Дендрохронологія східної Європи», у Новгороді та Пскові на межі 980-х та 990-х років був лише один «пік» зростання річних кілець дерев, і припадав він на 990 рік. Річні кільця 988, 989, 991 та 992 років виглядають на таблиці пригнобленими порівняно з річним кільцем 990 року. Отже, і перевірка дати за допомогою дендрохронології також показує, що хрещення новгородців було 990 року.
Хрестив Новгород за повідомленням Іоакимівського літопису — єпископ Іоаким, за версією Никоновського літопису — митрополит Київський Михайло з шістьма єпископами. Священство супроводжував воєвода Добриня.
Підсумком старань київських вчителів було хрещення кількох новгородців.

## Етапи хрещення

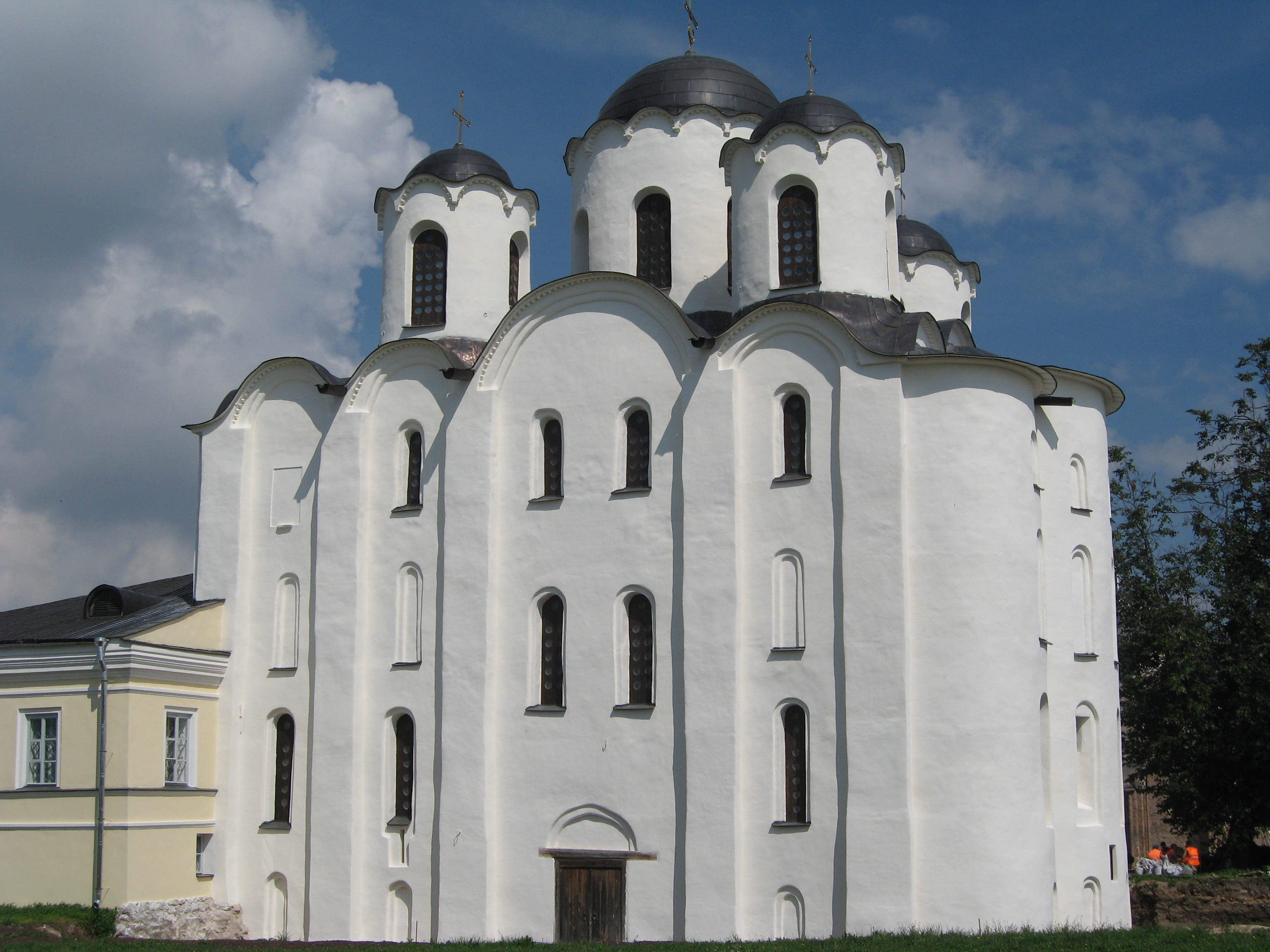
Ніколо-Дворищенський собор Великого Новгорода. XII століття

### Перший етап
Однак малим хрещенням 990 року справа не обмежилася. У 991 році християнізація Новгорода була продовжена.
Дізнавшись про наближення Добрині зі значними силами до міста, язичники зібрали віче, на якому ухвалили не пускати християнське військо в місто і «не дати ідолів спростувати».
Опір християнізації Новгорода очолили новгородський тисяцький Угоняй і вищий над жерцями слов'ян волхв Богомил, прозваний за солодкість Солов'ям, обрані тому ж віче. Опір хрещенню також підтримала і значна частина новгородської боярської аристократичної верхівки та знаті, яка боялася втратити вплив і владу в Новгороді.
Під'їхавши до міста, Добриня зупинився у Словенському кінці та запропонував хреститись, але язичники відмовилися. Християнські проповідники залишилися на «торговій стороні, ходили по торжищах і вулицях, навчали людей, кілька сотень охрестивши». Але волхв Богоміл категорично забороняв народу хреститися. Тисяцький новгородський Уганяй, їздячи всюди, кричав: «Краще нам помри, ніж боги наша дати на наругу». Підбурювані Богомилом і Уганяємо, язичники першими перейшли до активних дій, «будинок Добрині розорішу, маєток розграбішу, дружину і деяких від родичів його хат», розбили міст через Волхов і поставили на своєму березі два каменеми з великою кількістю каменів: «У Новеграді люди …розметавши міст великий, вийшовши зі зброєю, …і вивіше дві вади великі з безліччю каміння, поставивши на мосту, як на сусих вороги своя ».

### Другий етап

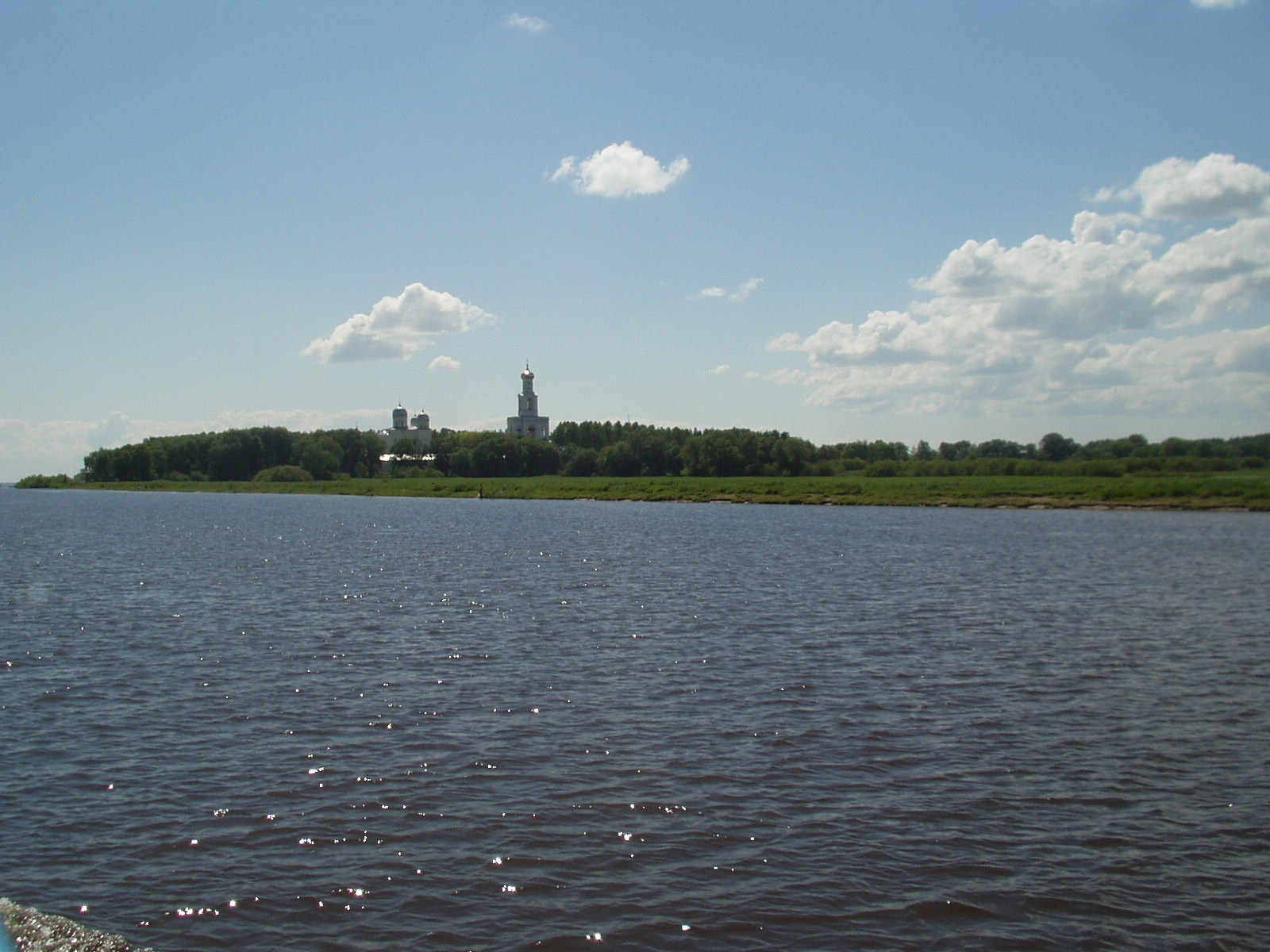
Річка Волхов, у водах якої відбулося хрещення новгородців

У зв'язку з чисельною перевагою новгородці отримали б добрий шанс вигнати Добриню з міста. Для нього стало очевидним — якщо він не хоче довгої війни, атакувати треба зараз. З настанням ночі 500 ростовців воєводи Путяти переправилися вниз Волховом, висадилися на лівому березі в Людиному кінці Софійської сторони, трохи вище міста, і вступили в Новгород з боку Перини. Оскільки вони пройшли капище, не зачепивши його, язичники не зчинили тривогу. Не гаючи часу, Путята вирушив до двору командувача силами язичників Уганяючи. Там ватажки язичників проводили пораду. Всі вони були схоплені та переправлені до Добрини. Путята з добре навченими та досвідченими воїнами утвердився у дворі Уганяючи. Повстання залишилося без ватажків, звільнити яких було неможливо. Намагаючись виправити становище, новгородці направили військо числом близько 5 тисяч жителів на загін Путяти. Вони «оступиш Путівку, і бути міждоїми січа зла». Але все ж таки єдиного керівника не було, і штурм двору тисяцького вийшов неорганізованим. Путята ж розумів, що язичники розпізнають обман, і встиг підготуватися. Його загін, користуючись зручністю позиції, грамотно обороняв свій аванпост на західній стороні від новгородців, що багато разів перевершували збройні сили. У той час, коли одні новгородці боролися з Путятою, інші — «церква Преображення Господнього розметашу та доми християн грабляху». Але без підтримки основних військ утримувати двір навіть упродовж кількох днів було неможливо. І Добриня зважився на переправу всіх своїх воїнів на підтримку загону Путяти.

### Третій етап
Задум київського воєводи вдався, і тепер залишалося лише грамотно переправити війська, а оскільки язичники були зайняті боєм із Путятою та погромами, переправа зовсім не охоронялася чи охоронялася малою кількістю воїнів. Після безперешкодної переправи основні київські війська вирішили, про всяк випадок, все ж таки не вступати в битву (можливо, на момент переправи становище Путяти було зовсім поганим, і Добриня не хотів починати битву, бо побоювався, що в цей час язичники захоплять вигідну бойову позицію. — двір Уганяючи), а вирішити справу більш простим способом. Бій відбувався біля Новгорода, і Добрині за свій будинок побоюватися не було чого — він був зруйнований і пограбований, тоді як новгородці, час від часу, оберталися на свої житла. Добриня наказав підпалити будинки на західному боці. Полум'я швидко розходилося дерев'яним містом і торкнулося будинки багатьох жителів. Переважна більшість кинулась рятувати своє майно, сім'ю, де ще можна було — вдома. Таким чином, Добриня зняв облогу Путяти, а нові новгородці, залишившись без воїнів, попросили у воєводи миру.

## Велике хрещення 991 року
Добриня прийняв пропозицію новгородців-язичників, перестав підпалювати будинки та дозволив гасити вже підпалені. Після цього було зібрано віче, на якому обговорили умови мирової. Новгородці дозволяли проповідувати християнство і будувати церкви у місті, але хреститися наполегливо не хотіли. Так, новгородський посадник Воробей Стоянович  кілька днів поспіль обходив міські ринки і «більше всіх увесча». В результаті знову хрестилася невелика кількість людей. Потім був категоричний наказ Добрині, який зобов'язує всіх жителів Новгорода прийняти християнство. Хрестити деяких новгородців довелося насильно, за допомогою військ, що контролювали місто («ідоша мнозі (хреститися), а не хочущіх хреститися воїни влачаху і кресчаху, мужі вищі за мост, а дружини нижчі від мосту»). Крім того, для повного викорінення язичництва та створення умов, щоб нова віра прижилася, необхідно було зруйнувати капища, і насамперед головну святиню новгородців – храм Перуна (Перинь).

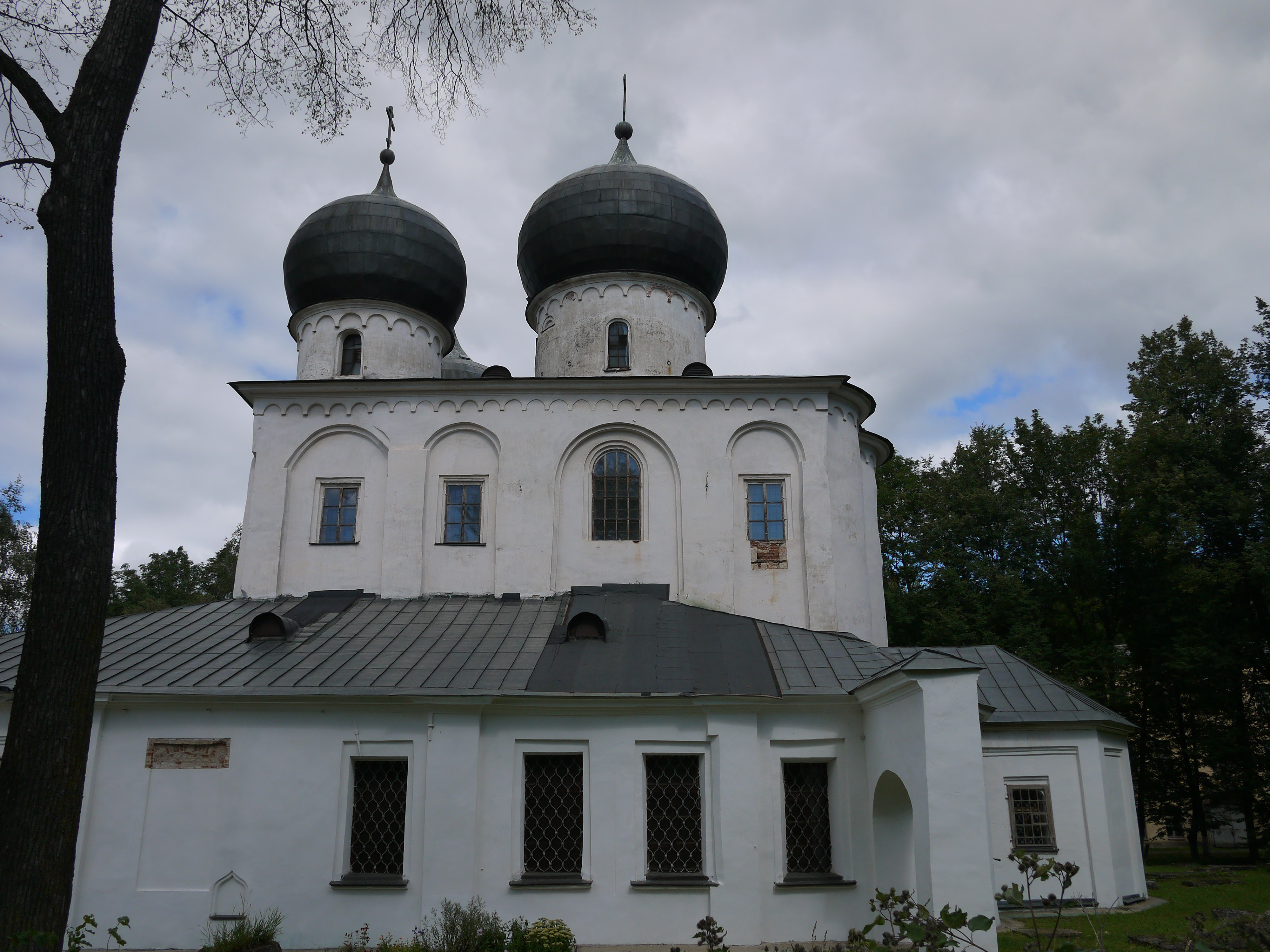
Собор Різдва Богородиці в Антонієвому монастирі Великого Новгорода. XII століття

### Руйнування Перуна
Воїни київського воєводи піддали капище розоренню, а ідол Перуна, так само як у Києві, зняли зі свого місця і потягли до річки, ударяючи палицями. Скинувши статую у Волхов, Добриня заборонив витягувати поваленого кумира на берег. Участь головного ідола розділили інші язичницькі святилища. Через таке ставлення до давньої святині в Новгороді була справжня жалоба. Чоловіки і дружини, що бачили те, з криком великим і сльозами просили за них, як за справжніх їхніх богів. Добриня ж, насміхаючись, їм віщав: «Що, божевільні, шкодуєте про тих, які себе оборонити не можуть, яку користь ви можете сподіватися отримати від них?».
Повалення Перуна, на відміну Києва, залишилося у пам'яті новгородців. Із ним пов'язують кілька легенд. Згідно з однією з них, ідол Перун, спливаючи Волхвом, розмовляв і навіть закинув на берег палиці, заповідаючи новгородцям вирішувати всі свої суперечки з їх допомогою. Ці палиці, на думку академіка Яніна В. Л., потім зберігалися в церкві Святих Бориса та Гліба, доки їх не спалив патріарх Никон. Аж до XVII століття трималося повір'я, що постійні сутички на Великому мосту між Софійською та Торговою сторонами міста, які часто брали кривавий характер, були своєрідним покаранням Перуна новгородцям за їхню невірність.

### Хрещення Новгорода
Після руйнування капищ деякі язичники, що не бажали зраджувати своїх богів, стали видавати себе за вже хрещених, а оскільки пізнання у вірі, що у нещодавно хрещеного, що у нехрещеного були однаково мізерні і перевірити їх було неможливо, Добриня на відміну велів видавати хрестикам, які мали носити все православні християни. Тим, хто не хотів одягати натільний хрестик, «не вірити і хрестити» (натільні хрести були у вжитку на той час тільки на Русі, і оповідання Іоакимівського літопису дало можливе пояснення цього специфічного звичаю).

## Підсумки

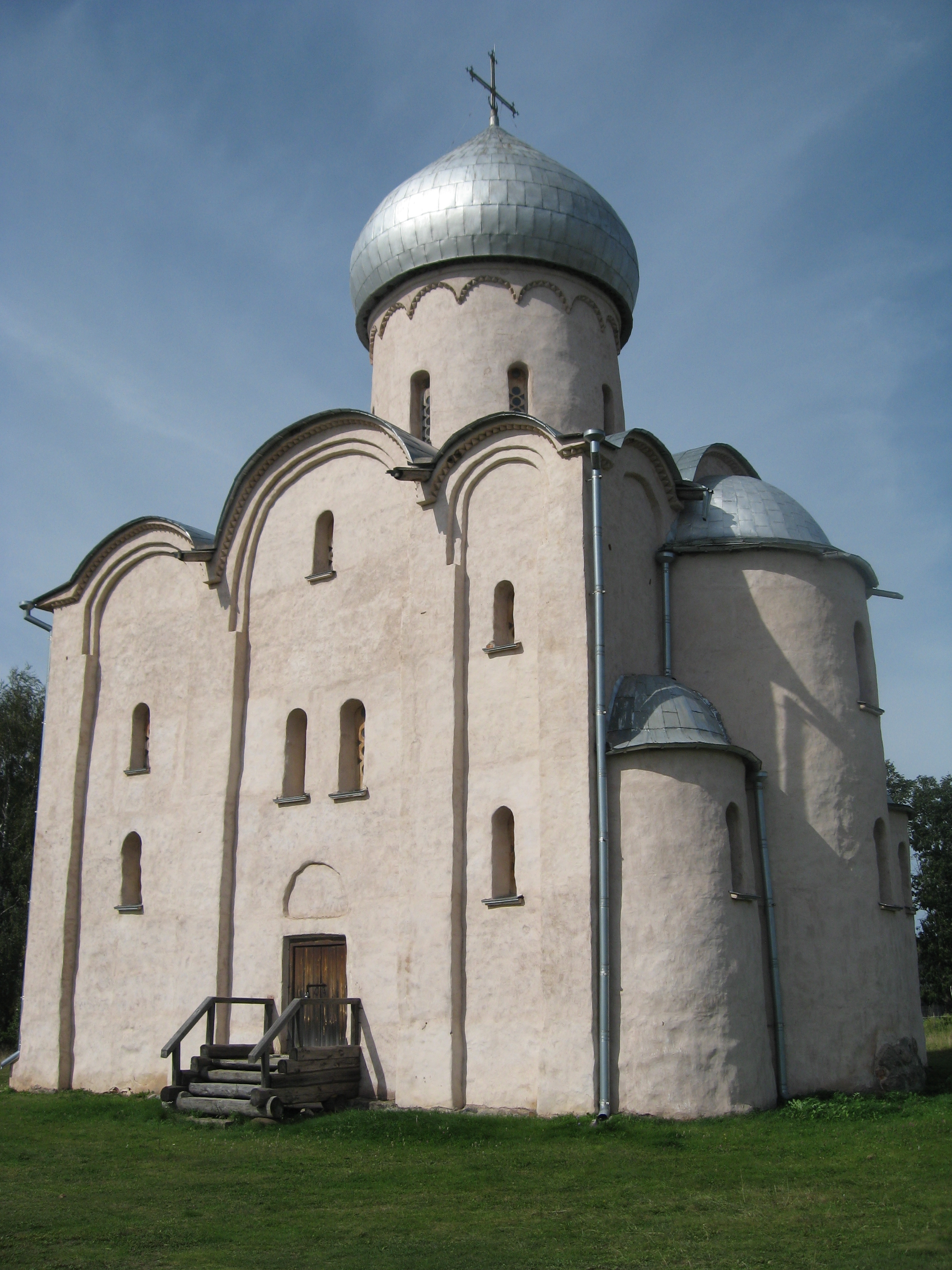
Церква Спаса на Нередиці у Рюрікова городища Великого Новгорода. 1956-1958 роки на підставі XII століття, архітектор Г. М. Штендер

На думку деяких дослідників, найважливішим підсумком хрещення стало підпорядкування Новгорода влади київського князя, який тимчасово вийшов із підпорядкування Києва через раніше проведені князем Володимиром «поганські» реформи.
Другим за значенням підсумком було утвердження християнства в самому місті та землях, підвладних Новгороду та заснування Новгородської єпархії. Важливе значення мало знищення пам'яток язичницької культури у цих місцях.
На думку історика І. Я. Фроянова , в Новгороді ще до офіційного акта хрещення були Преображенська церква і християнська громада, про що відомо з Іоакимівського літопису. Імовірно, новгородці-язичники мирно уживалися з християнами і терпимо ставилися до християнства. Запеклий опір хрещенню виник від того, що воно здійснювалося за велінням Києва і, отже, було інструментом зміцнення київського панування, тяжкого для Новгородської землі. Відповідно до Фроянову, боротьба у Новгороді на той час була боротьбою як релігійної, а й політичної, а точніше — й не так релігійної, скільки політичної, зрештою — межплеменной. По суті, їхня боротьба була антикиївською, а не антихристиянською, і зводити її лише до руху проти насильницького навернення до християнської віри неправомірно. Цю думку поділяють практично всі вчені, яка підтверджується також і археологічними даними.
Незабаром після хрещення в Новгороді було збудовано два християнські храми — кам'яну церкву праведних Іоакима та Анни та дерев'яний тринадцятиглавий кафедральний собор святої Софії над Волховом. Обидві споруди не збереглися до нашого часу. Дерев'яний Софійський храм згорів 4 березня 1049 року. За чотири роки до цього, у 1045 році, у Новгороді почав зводитись новий кам'яний храм святої Софії, який мав стати головним міським собором.
Після хрещення населення Новгорода язичники не могли грати важливу роль життя Новгородської області. Щоб займати в новгородському феодальному суспільстві, побудованому за ієрархічним принципом, якісь значні пости, потрібно було бути християнином. Прийняття християнства другим за значенням містом Русі стало великою перемогою релігійної політики князя Володимира. Ця перемога відкривала нові можливості для подальшого проникнення християнства на решту території Давньоруської держави та закріплення її там як офіційну релігію.
В Іоакимівському літописі говорилося: «Путята хрестив мечем, а Добриня вогнем».